# Desmodium delotum
Desmodium delotum är en ärtväxtart som beskrevs av James Francis Macbride. Desmodium delotum ingår i släktet Desmodium och familjen ärtväxter. Inga underarter finns listade i Catalogue of Life.